# Menceyato de Tacoronte

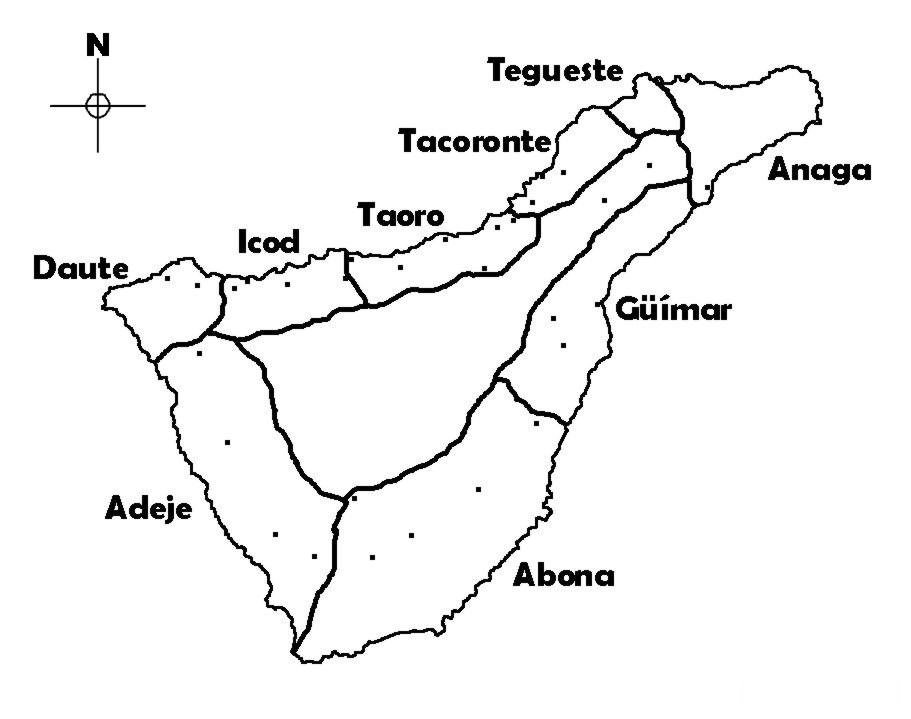
Menceyatos de Tenerife

Menceyato de Tacoronte foi um dos nove reinos dos Guanches da a ilha de Tenerife nas Ilhas Canárias no momento da conquista da Coroa de Castela no século XV.
Estava localizado ao norte da ilha. Ocupou os municípios de Tacoronte, La Matanza de Acentejo e El Sauzal.
Seus conhecidos menceyes (rei guanches) eram Rumen e Acaimo.